# Donbalīd
Donbalīd (persiska: دنبليد) är en ort i Iran.   Den ligger i provinsen Alborz, i den norra delen av landet, 90 km nordväst om huvudstaden Teheran. Donbalīd ligger 2 083 meter över havet och antalet invånare är 766.
Terrängen runt Donbalīd är kuperad åt sydväst, men åt nordost är den bergig. Terrängen runt Donbalīd sluttar söderut. Runt Donbalīd är det ganska tätbefolkat, med 86 invånare per kvadratkilometer. Närmaste större samhälle är Kalīnak, 5,6 km sydost om Donbalīd. Trakten runt Donbalīd består i huvudsak av gräsmarker.